# Yuna (cantante malaya)
Yunalis Mat Zara'ai (Alor Setar, Kedah; 14 de noviembre de 1986),  más conocida por su nombre artístico Yuna, es una cantante y compositora malasia. 
Comenzó a ser conocida tras subir su música al sitio Myspace, en donde recibió más de un millón de reproducciones. La viralización de sus temas la llevó a firmar con el sello discográfico Fader Label en 2011. Pero el reconocimiento internacional vino tras su colaboración con el cantante estadounidense Usher en la canción titulada «Crush», la que alcanzó el número 1 en Malasia y el número 3 en la lista Billboard Adult R&B de Estados Unidos.

## Antecedentes
Comenzó a escribir canciones a los 14 años. Aprendió a tocar guitarra de forma autodidacta y, en 2006, buscando una forma de expresión creativa mientras estudiaba derecho, actuó en público por primera vez. Yuna debutó en Malasia en 2008 con un EP homónimo, que le valió cinco nominaciones a los Malaysian Music Awards (el equivalente malasio a los Grammy). Ganó cuatro premios, entre ellos el de Mejor Artista Revelación y Mejor Canción por su tema «Dan Sebenarnya».
El sencillo de 2012 «Live Your Life», producido por Pharrell Williams, fue el preludio de su álbum debut homónimo que salió a la venta en abril de ese año. Aquel verano Yuna actuó en el festival Lollapalooza. En 2013, Yuna regresó con el álbum Nocturnal, que incluía el sencillo «Falling». En febrero de 2016, adelantó su tercer álbum con el lanzamiento de «Places to Go», un sencillo producido por el artista de hip-hop DJ Premier. El álbum completo, Chapters, se publicó tres meses después.
En diciembre de 2016, Chapters entró en el Top 10 de los mejores álbumes de R&B del año según Billboard: Critic's Pick, quedando en el puesto número 7. Recibió el premio a la cantante malasia más exitosa del año por parte de The Malaysia Book of Records de Malasia. Chapters también fue nominado entre los 20 mejores álbumes de R&B de 2016 por la revista Rolling Stone y actuó como invitada especial en los Soul Train Music Awards de 2016.
En mayo de 2017, Yuna se convirtió en la primera cantante asiática en ser nominada a un BET Awards: recibió una nominación al premio BET Centric Award por su sencillo «Crush» con Usher.

## Discografía
Discos internacionales
- Yuna (2012)
- Nocturnal (2013)
- Chapters (2016)
- Rouge (2019)
- Y5 (2022)

Discos en Malasia
- Decorate (2010)
- Terukir di Bintang (2012)
- Material (2015)
- Masih Yuna EP (2023)